# Mycosphere

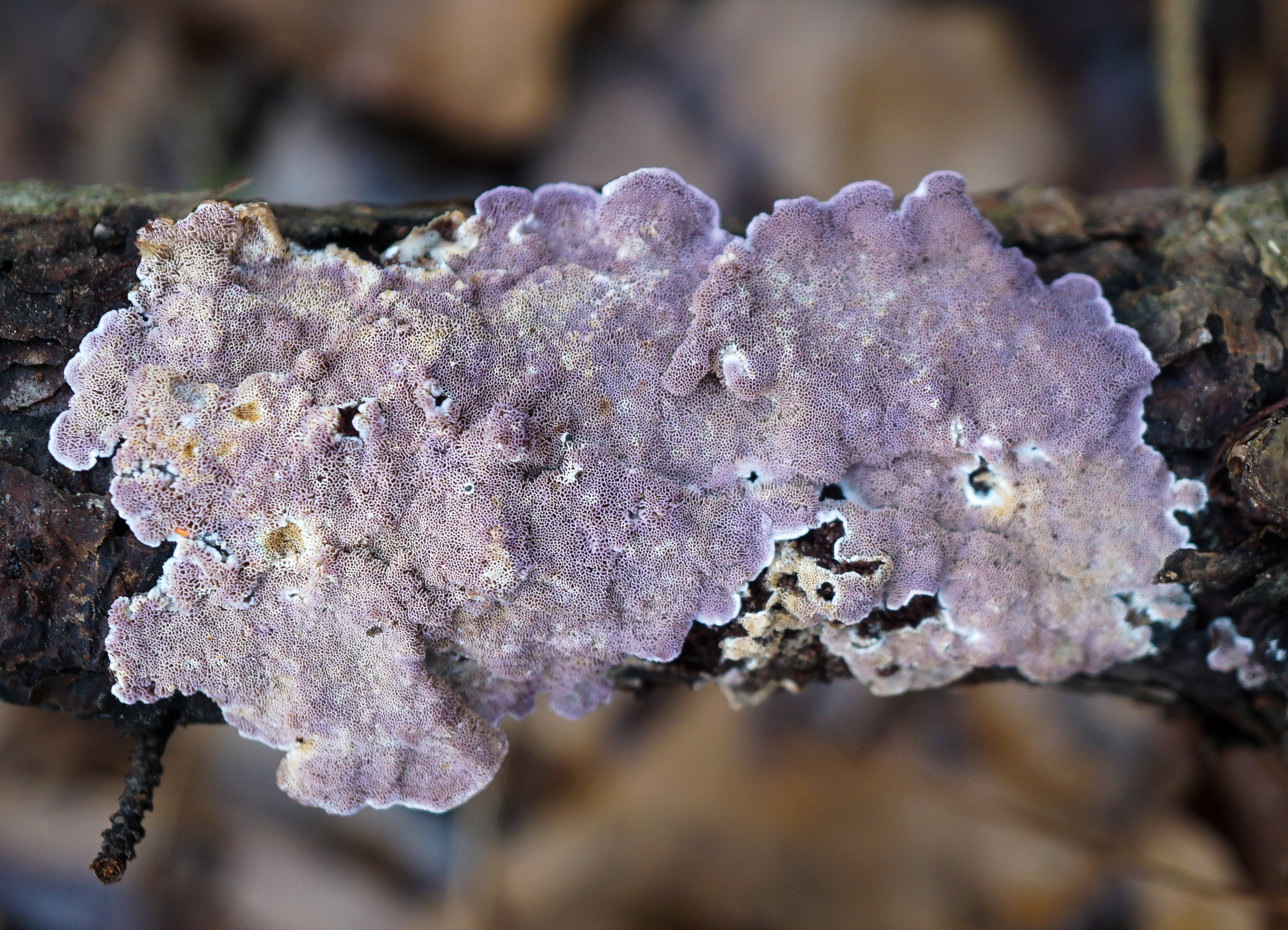
Jedna z ilustracji w czasopiśmie Mycosphere

Mycosphere – międzynarodowe, recenzowane czasopismo naukowe, które szybko publikuje wysokiej jakości artykuły z zakresu biologii grzybów. Mycosphere publikuje w trybie otwartego dostępu (open access) oferując bezpłatny dostęp do publikacji społeczności mykologicznej. Wszystkie manuskrypty przed akceptacją zostaną poddane wzajemnej ocenie. Zostają zachowane prawa autorskie. Czasopismo wydawane jest w Chinach przez Guizhou Key Laboratory of Agricultural Biotechnology. Artykuły w języku angielskim.
Czasopismo wychodzi od 2010 roku. Wszystkie roczniki i numery czasopisma są dostępne w internecie. Pełne artykuły są dostępne online bez logowania.
ISSN: 20777019, 20777000